# 유고노스탈기아

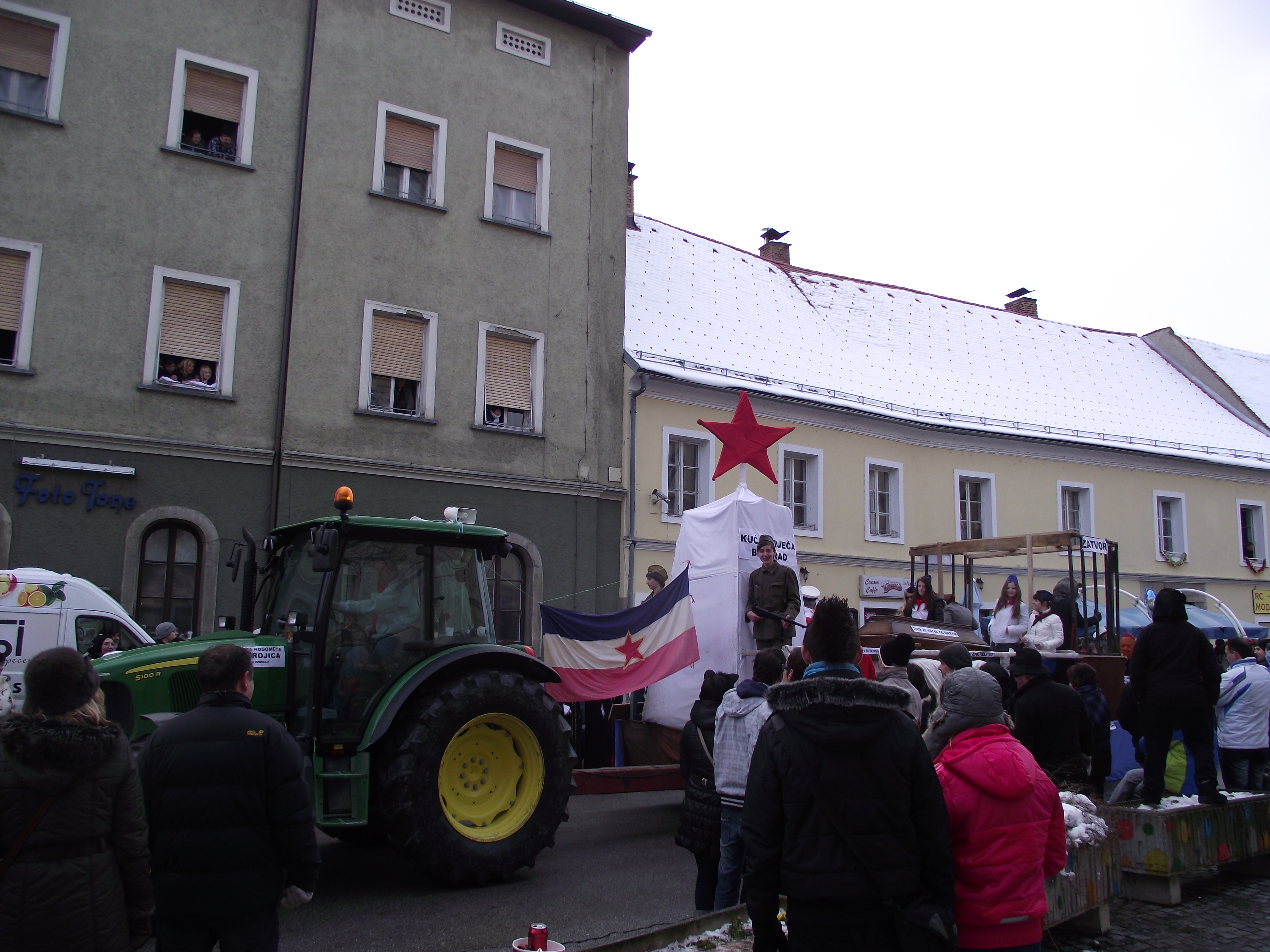
2013년 슬로베니아 프투이 카니발의 유고슬라비아 상징

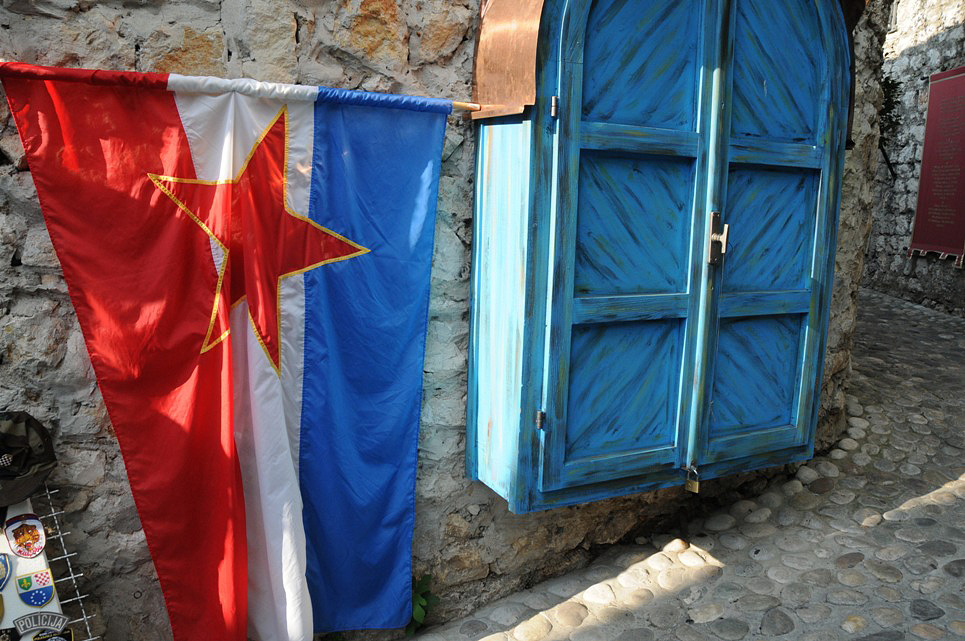
2009년 보스니아 헤르체고비나 모스타르 거리의 유고슬라비아 국기

유고노스탈기아는 오늘날 보스니아 헤르체고비나, 크로아티아, 몬테네그로, 북마케도니아, 세르비아, 코소보, 슬로베니아 등 구 유고슬라비아의 후계 국가들 중 일부 사람들이 겪는 옛 국가에 대한 정서적 그리움이다. 이는 분열된 국가들이 한 국가의 일부였던 과거에 대한 향수, 분열을 야기한 전쟁에 대한 슬픔, 그리고 다시 통합하고자 하는 열망을 포함하는 정치적, 문화적 현상이다. 스스로를 유고노스탈직이라고 묘사하는 사람들은 형제애, 단결, 공존의 실패에 대한 슬픔과 분열 및 민족주의에 대한 고통을 표현하거나, 유고슬라비아에서 자신들의 삶의 질이 더 좋았다고 주장할 수 있다.
그 인류학적 및 사회학적 측면은 광범위하게 연구되지 않았지만, 유고노스탈기아는 특정 개인이 속한 지배적인 탈유고슬라비아 후계 국가 대신 유고슬라비아의 어떤 측면에 대한 공감이나 지지 성명을 표현하는 동족의 사람을 비하하기 위해 부정적이고 민족 중심적으로 사용될 수도 있다.
현재 유고노스탈기아의 문화적, 경제적 발현에는 유고슬라비아 또는 티토주의 복고풍 도상학을 특징으로 하는 음악 그룹, 미술 작품, 영화, 연극 공연, 그리고 옛 유고슬라비아 공화국의 주요 도시들을 대상으로 하는 많은 조직적이고 테마가 있는 투어 등이 포함된다. 유고노스탈기아의 개념은 남슬라브족 국가들의 통합 뒤에 있는 이념인 유고슬라브주의와 혼동해서는 안 된다. 이 개념들은 일부 중첩되지만, 유고노스탈기아는 1991년 이전의 시기를 찬미하는 반면, 유고슬라브주의와 유고슬라비아 재통일(범슬라브주의의 한 갈래로서)은 유고슬라비아의 붕괴 이후에 태어난 사람들에게도 국가적 이익이 통합을 통해 가장 잘 달성될 수 있다고 느끼게 할 만큼 지속적인 사고방식이다.

## 여론 조사 역사
2017년 갤럽 여론조사에 따르면, 세르비아인의 81%가 유고슬라비아의 붕괴가 자국에 해를 끼쳤다고 생각하며, 보스니아 헤르체고비나인의 77%, 몬테네그로인의 65%, 마케도니아인의 61%가 이에 동의했다. 세르비아인의 4%만이 유고슬라비아 붕괴가 자국에 이득이 되었다고 생각했으며, 보슈냐크인의 6%와 몬테네그로인의 15%만이 분열에 대해 긍정적으로 느꼈다. 크로아티아에서는 응답자의 55%가 붕괴를 이득으로 보았고 23%만이 해로웠다고 보았다. 슬로베니아에서는 41%가 붕괴를 이득으로 보았고 45%는 해로웠다고 생각했다. 유고슬라비아 붕괴를 환영한 응답자의 수는 2008년 독립을 선언한 코소보에서 가장 높았는데, 75%가 분열이 유익했다고 말했고 10%만이 후회했다.

## 긍정적 의미

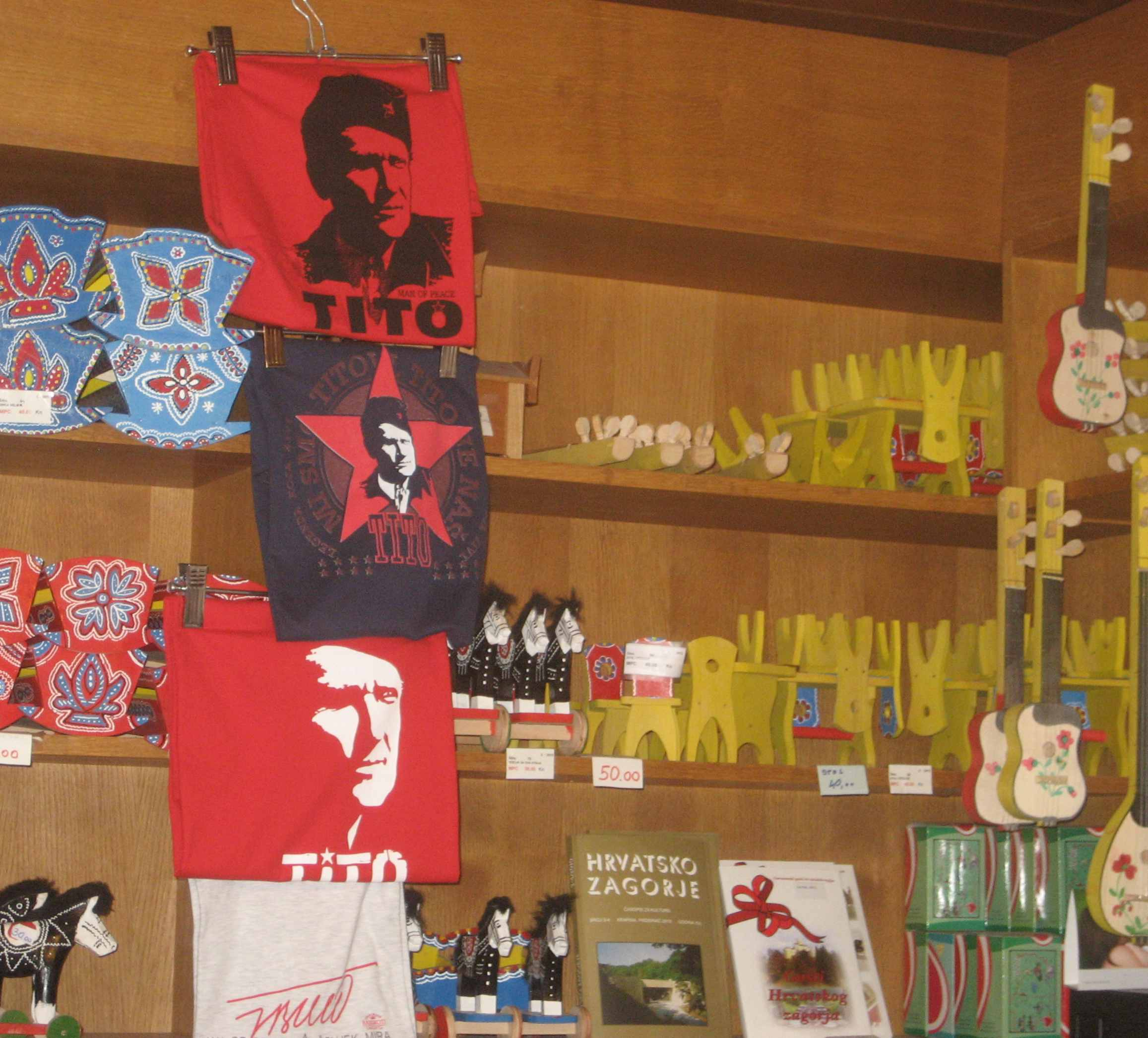
2012년 크로아티아 티토의 출생지 쿰로베츠에서 판매되는 티셔츠

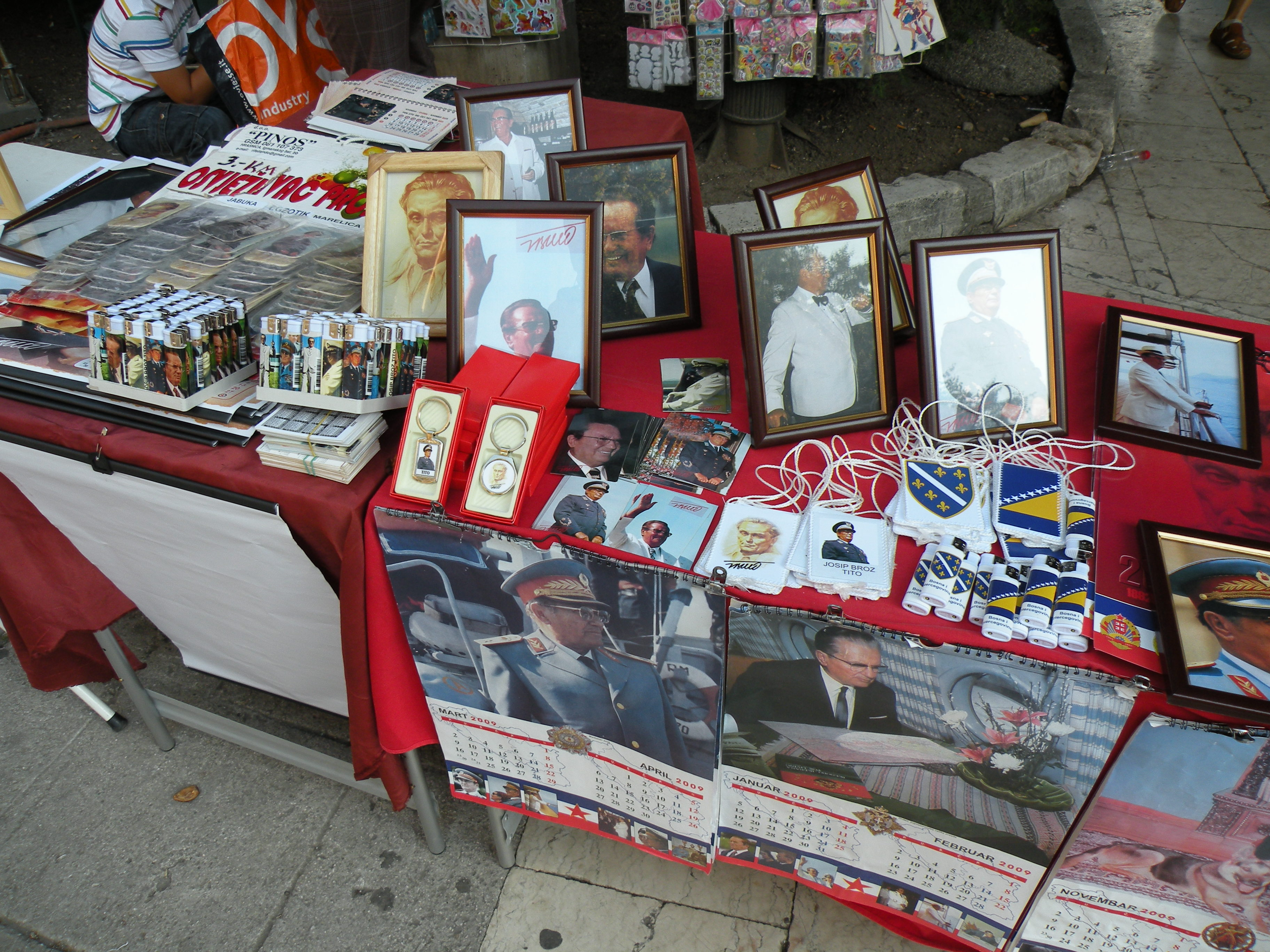
2009년 보스니아 헤르체고비나 사라예보의 야외 시장에서 판매되는 티토 기념품

긍정적인 의미에서 유고노스탈기아는 유고슬라비아 사회주의 연방공화국의 주관적으로나 객관적으로 바람직한 측면에 대한 향수 어린 감정적 애착을 의미한다. 이러한 측면들은 경제적 안정, 연대 의식, 사회주의 이념, 다문화주의, 국제주의 및 비동맹, 역사, 관습과 전통, 그리고 더욱 보람 있는 삶의 방식 중 하나 이상으로 묘사된다. 핼리건이 주장하듯이, 이러한 향수는 심지어 선전 영화와 같은 1989년 이전의 문화 유물들을 효과적으로 "되찾는다". 소비재와 브랜드가 그 예이다.
그러나 이러한 긍정적인 측면들은 후계 국가들의 인지된 결점들과 대조된다. 후계 국가들 중 다수는 여전히 유고슬라비아 전쟁의 결과로 어려움을 겪고 있으며, 다양한 단계의 경제적, 정치적 전환 과정을 거치고 있다. 이러한 결점들은 다양하게 지역주의, 징고이즘, 정치 및 비즈니스의 부패, 사회안전망의 소멸, 경제적 어려움, 소득 불균형, 높은 범죄율, 그리고 행정 및 기타 국가 기관의 전반적인 혼란으로 지적된다.

## 부정적 의미
부정적인 의미에서 이 명칭은 새로운 해체 후 정권 지지자들이 비판자들을 시대착오, 비현실적, 비애국적, 잠재적 배신자로 묘사하는 데 사용되었다. 특히 유고슬라비아 전쟁 중과 그 이후에 일부 후계 국가의 정부 관계자와 언론은 비판을 회피하고 특정 정치적 논의의 길을 폄하하기 위해 이 형용사를 사용했다. 실제로 유고노스탈직이라는 용어는 바로 이러한 목적으로 처음 만들어진 것으로 보이며, 유고슬라비아 사회주의 연방공화국 해체 직후 크로아티아와 같은 정부 통제 언론에서 정치적 동기가 있는 경멸적인 딱지로 등장했다.
두브라브카 우그레시치에 따르면, 유고노스탈직이라는 용어는 한 사람을 공공의 적이자 "배신자"로 비난하는 데 사용된다.

## 유고슬라비아 해체 이후의 유고슬라브주의

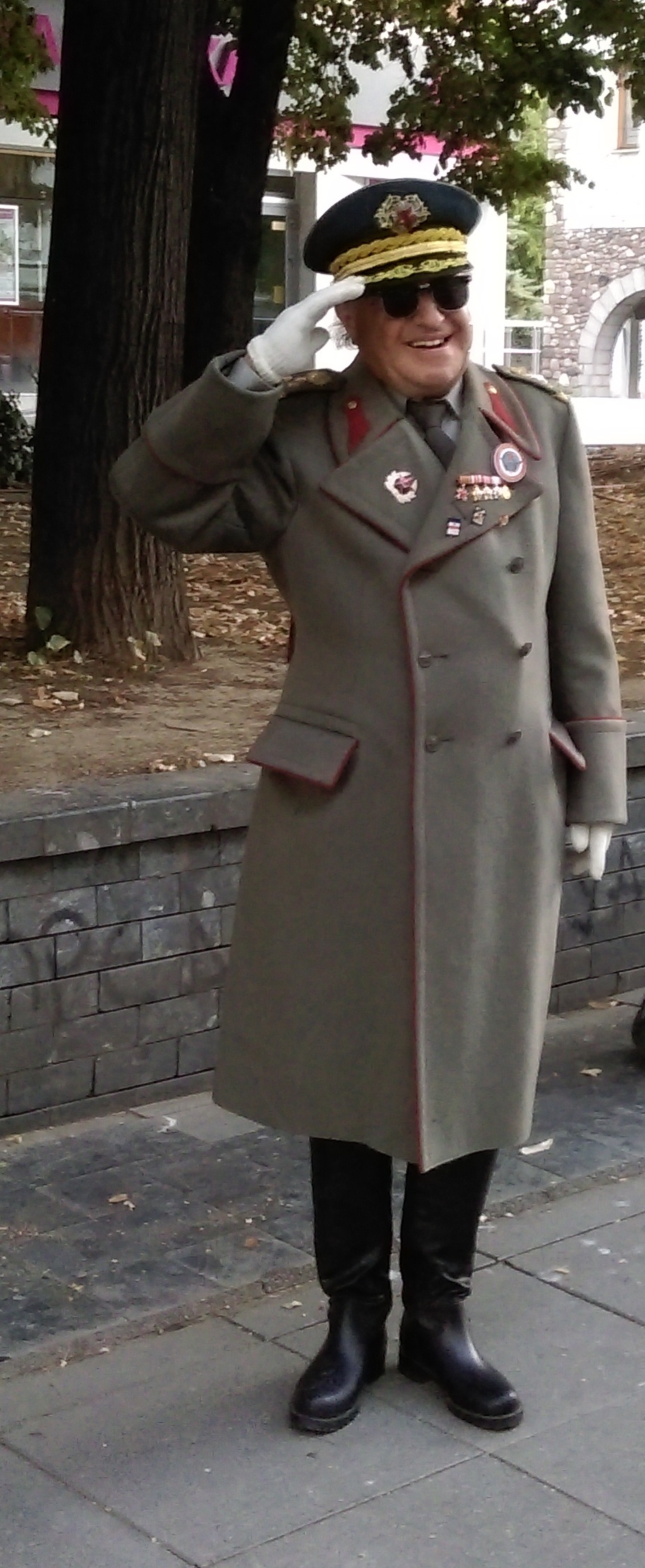
2018년 스코페, 마케도니아의 티토 모방가

1990년대 초 유고슬라비아가 처음 붕괴된 후, 몬테네그로와 세르비아는 1992년 4월부터 2003년 2월까지 유고슬라비아 연방 공화국으로 연합 상태를 유지했으며, 이후 2006년 6월 자체 해체될 때까지 단순히 세르비아 몬테네그로로 존재했다. 유고슬라비아 붕괴 이후 이 지역에서 스스로를 유고슬라비아인 (민족적 의미에서)으로 밝힌 사람들의 수는 사상 최저치를 기록했다. 옛 국가의 공통어였던 세르보크로아트어는 더 이상 옛 국가의 구성 공화국 중 어느 곳에서도 공식 언어가 아니다. 이 언어에 대해 출판된 연구는 거의 없으며, 더 이상 표준화 기관도 없다. 유고노스탈직 웹사이트에서 인기가 많았던 .yu 인터넷 도메인 이름은 2010년에 단계적으로 폐지되었다.
그러나 2010년대 초반에는 점점 더 많은 슬로벤인들이 유고노스탈기아를 경험하고 있었다. 세르비아의 북부 지방인 보이보디나의 수보티차에서는 한 남자가 티토와 유고슬라비아에 헌정된 테마파크인 유고랜드(Yugoland)를 설립했다. 옛 유고슬라비아 전역에서 사람들이 먼 거리를 여행하여 옛 국가의 유산을 기린다. 전통적으로 티토의 생일로 알려진 유고슬라비아 청년의 날에는 유고노스탈직들이 모이는 인기 있는 장소로는 티토가 태어난 크로아티아 자고례의 작은 마을인 쿰로베츠와 그의 안식처인 꽃집이 있다. 이들 장소에는 매년 수천 명의 방문객이 찾아온다.
크로아티아에서는 2010년 자그레브에 "유고슬라비아인 연합"(Savez Jugoslavena)이 설립되었는데, 이는 종교, 성별, 정치적 또는 기타 견해와 상관없이 크로아티아의 유고슬라비아인들을 통합하는 것을 목표로 하는 단체이다. 주요 목표는 보스니아 헤르체고비나, 크로아티아, 코소보, 북마케도니아, 몬테네그로, 세르비아, 슬로베니아 등 모든 유고슬라비아 후계 국가에서 유고슬라비아 민족의 공식적인 인정이다.
유고슬라브주의를 옹호하는 또 다른 조직은 2009년 7월 30일에 설립된 "우리의 유고슬라비아" 협회(Udruženje "Naša Jugoslavija")이다. 본부는 풀라에 있으며, 크로아티아에 공식 등록된 단체이다. 이 협회는 리예카, 자그레브, 풀라에서 가장 많은 회원을 보유하고 있다. 주된 목표는 유고슬라비아 후계 국가들 간의 관계 안정화이다. 이 협회는 보스니아 헤르체고비나에서도 활동하지만, 협회로서의 공식 등록은 보스니아 국가 당국에 의해 거부되었다.
몬테네그로에서 가장 잘 알려진 유고슬라브주의 단체는 티바트 해안 마을에 본부를 둔 "유고슬라비아 사회주의 연방공화국 총영사관"이다. 2011년 인구 조사를 앞두고 이 단체의 마르코 페르코비치(Marko Perković) 회장은 몬테네그로의 유고슬라비아인들에게 다가오는 인구 조사에서 자신의 유고슬라비아 정체성을 자유롭게 선언할 것을 촉구했다.
유고노스탈기아는 유고슬라비아 붕괴 이전에 나라를 떠난 옛 유고슬라비아 인구, 특히 미국, 캐나다, 호주에서 여전히 강한 영향력을 유지하고 있다. 이들은 '국적을 잃은' 사람들, 즉 "고향 없이 전 세계에 흩어져 있거나", "언젠가 고향으로 돌아갈 희망이 없는" 사람들로 묘사되어 왔다.

## 유고슬라비아 재통일

유고슬라비아 사회주의 연방공화국 지도

옛 공화국들 중 일부 또는 전체를 재통일하려는 생각인 유고슬라비아 재통일은 옛 영토 전역에 걸쳐 풀뿌리적인 호소력을 가지고 있다. 그러나 그 지지자들은 후계 정권들이 독립적인 존재에 대한 약속을 확고히 굳히고, 각자의 제도들을 세우고, 각자의 방향을 선택했기 때문에 그러한 국가가 실현될 가능성이 낮다는 생각에 체념하고 있다.

## 같이 보기
- 발칸화
- 공산주의 향수, 다른 지역에서도 유사하게 나타남
  - 폴란드 인민공화국에 대한 향수
  - 오스탈기
  - 소련의 향수
- 세르비아-몬테네그로 통일주의
- 유고슬라비아 연구

## 참고 문헌
- Halligan, Benjamin: "Idylls of Socialism: The Sarajevo Documentary School and the Problem of the Bosnian Sub-proletariat". In Studies in Eastern European Cinema (Autumn 2010). (http://usir.salford.ac.uk/11571/3/visualrecollectivisationpostcopyedit.pdf)
- Breda Luthar; Maruša Pušnik (2010). 《Remembering Utopia: The Culture of Everyday Life in Socialist Yugoslavia》. New Academia Publishing, LLC. ISBN 978-0-9844062-3-4.
- Trovesi, Andrea: L'enciclopedia della Jugonostalgija. In Banchelli, Eva: Taste the East: Linguaggi e forme dell'Ostalgie, Sestante Edizioni, Bergamo 2006, ISBN 88-87445-92-3, p. .
- Djokić, Dejan (2003). 《Yugoslavism: Histories of a Failed Idea, 1918-1992》. C. Hurst & Co. Publishers. ISBN 978-1-85065-663-0.
- Volcic, Zala, "Yugo-Nostalgia: Cultural Memory and Media in the Former Yugoslavia," Critical Studies in Media Communication, Volume 24, Number 1, March 2007: 257-274
- 크리스틴 R. 고드제, "Red Nostalgia? Communism, Women's Emancipation, and Economic Transformation in Bulgaria."
- Bošković, Aleksandar (2013). 《Yugonostalgia and Yugoslav Cultural Memory: Lexicon of Yu Mythology》. 《Slavic Review》 72. 54–78쪽. doi:10.5612/slavicreview.72.1.0054. S2CID 164995701.